# 塩の湯温泉 (新潟県)
塩の湯温泉（しおのゆおんせん）は、新潟県胎内市にある温泉。

## 泉質
- ナトリウム - 塩化物泉（強塩泉）
  - 源泉温度75.3℃
  - 湧出量毎分1,850リットル
  - 源泉数4本
  - 色:黒褐色
  - 匂い:ほんのり石油の匂いがする。

塩分濃度が非常に濃いのが特徴である。

## 温泉街
サンセット中条、ふれあい館の2軒の日帰り入浴施設が存在する。両施設は渡り廊下で繋がっており、実質的には1つの施設である。施設は日本海の夕日を望める海岸沿いの砂丘の高台にあり、道路を挟んで向かい側に中条ゴルフ倶楽部がある。
温泉はENEOS Xploraの中条油業所で採掘されている天然ガスの副産物で、それを利用して開業したものである。温泉としての利用以外に、ヨウ素採取にも利用されている。

## 歴史
古くは村松浜温泉（近くの村松浜にちなむ）、または中条温泉（旧町名の中条町にちなむ）と呼ばれていた。

## アクセス
- 公共交通：JR中条駅より胎内市デマンド交通「のれんす号」利用。
- 車 : 日本海東北自動車道中条ICより約10分